# US Beau Bassin-Rose Hill
Union Sportive de Beau Bassin-Rose Hill w skrócie US Beau Bassin-Rose Hill – maurytyjski klub piłkarski z siedzibą w mieście Beau Bassin, grający w drugiej, a niegdyś w pierwszej lidze maurytyjskiej.

## Sukcesy
- Puchar Mauritiusa[1]:
  - zwycięstwo (1): 2001.

- Puchar Republiki Mauritiusa[1]:
  - zwycięstwo (1): 2002.

## Występy w afrykańskich pucharach
| Sezon | Rozgrywki                 | Runda   | Kraj     | Klub                 | Dom | Wyjazd | Dwumecz |
| ----- | ------------------------- | ------- | -------- | -------------------- | --- | ------ | ------- |
| 2002  | Puchar Zdobywców Pucharów | wstępna | Botswana | Extension Gunners FC | 3–2 | 1–1    | 4–3     |
| 2002  | Puchar Zdobywców Pucharów | 1       | Reunion  | SS Jeanne d’Arc      | 0–0 | 0–1    | 0–1     |

## Stadion
Domowe mecze klub rozgrywa na stadionie o nazwie Sir Gaetan Duval Stadium w Beau Bassin, który może pomieścić 6500 widzów.